# Q-Sound
Q-Sound is een merknaam die gebruikmaakt van binaurale stereotechnieken. Bij deze technieken houdt men rekening met de Head-Related-Transfer-Function (HRTF). Dit is een tabel die de overdracht van het omgevingsgeluid op het gehoorkanaal omschrijft. Men lokaliseert geluid door looptijd- en intensiteitverschillen. Deze verschillen ontstaan tussen de oren, veroorzaakt door het hoofd. Men lokaliseert tevens door verschillen in frequentierespons, veroorzaakt door de oorschelp. Dit alles in een tabel over geluidsbeeld van 360 graden, ook wel azimut genoemd. Deze gegevens zijn onder andere verzameld met behulp van een kunstkop en worden zodanig geïmplementeerd dat bij afluisteren over een koptelefoon een geluidsbron rondom de luisteraar kan worden geplaatst.
Met name in de computerspelindustrie wordt gebruikgemaakt van Q-sound. Maar ook muziekproducties zoals onder andere Madonna's eerste greatest hits album, The Immaculate Collection en Ray of Light maakte gebruik van deze technologie.